# Lesley Gore
Lesley Gore (født Lesley Sue Goldstein 2. maj 1946, død 16. februar 2015) var en amerikansk sanger og sangskriver, som var særligt kendt for sangene "You Don't Own Me", og "It's My Party".